# Danika
Danika é um filme estadunidense de 2006, do gênero thriller psicológico, dirigido pelo diretor israelense Ariel Vromen. É estrelado por Marisa Tomei, Craig Bierko e Regina Hall. 
Danika estreou mundialmente no CineVegas Film Festival de 2006  em Las Vegas. No Festival de Cinema de San Diego de 2006, o filme recebeu os prêmios de "Melhor Filme" e "Melhor Atriz", este último ganho por Regina Hall.